# Segenszeichen
Ein Segenszeichen ist in den Religionen eine Geste und/oder ein Gegenstand, der die lebensfördernde Nähe von göttlicher Macht anzeigen oder bewirken soll.
In der jüdischen Frömmigkeit haben Segenssprüche und -gesten eine uralte Tradition. Der ursprüngliche göttliche Segen („Gott segnete Abraham“) wird von dessen Träger einem Anderen weitergereicht. Rembrandt, der jüdische Riten kannte, hat das Auflegen einer Hand auf den Kopf des Gesegneten in seinem Gemälde Jakobssegen (ausgestellt in der Bildergalerie des Schlosses Wilhelmshöhe in Kassel) ergreifend dargestellt: als Mysterium der Übertragung einer von oben verliehenen Sendung und Verpflichtung auf den erwählten Nachfolger. Der Priestersegen wird weiterhin in einigen jüdischen Gemeinden ausgeführt und dient auch zum Abschluss evangelischer Gottesdienste.
Segenszeichen besonderen Ranges sind im Christentum die Sakramente. Daneben gibt es, besonders im katholischen und orthodoxen Ritus, zahlreiche Sakramentalien (etwa Weihwasser, Blasiussegen, Asche, Palmzweige, Osterkerze, Kräuterweihe an Mariä Himmelfahrt usw.) und gesegnete Devotionalien. Segnungen werden im Christentum als Zeichenhandlungen verstanden, die „das Leben der einzelnen und der menschlichen Gemeinschaft in seinen verschiedenen Phasen und Bereichen aus dem Glauben deuten und gestalten“ sollen.
Wird die Wirkung von Segenszeichen „automatisch“ und unabhängig von der inneren Haltung beteiligter Personen erwartet, spricht man von Magie oder Aberglauben. Im Benediktionale der römisch-katholischen Kirche wird gefordert, vor allem örtliche oder regionale Segenstraditionen, die Anlass zu Missverständnissen oder zum Aberglauben geben, verbessert oder ersetzt werden sollen. Wird die Wirksamkeit äußerer Zeichen geleugnet und abgelehnt, spricht man von Spiritualismus.